# Ладуба Юрій Миколайович
Юрій Миколайович Ладуба (нар. 9 квітня 1950, Немирів) — український фізіотерапевт, курортолог, культурний діяч. Заслужений лікар України з 1996 року, кандидат медичних наук з 2000 року, почесний член Національної спілки художників України з 2000 року.

## Біографія
Народився 9 квітня 1950 року в місті Немирові Вінницької області (нині Україна). 1973 року закінчив Вінницький медичний інститут, після чого служив військовим лікарем. З 1976 року — невропатолог Немирівської центральної районної лікарні; протягом 1978—1988 років обіймав посаду заступника головного лікаря Немирівського району; з 1988 року — лікар санаторію «Авангард» у Немирові. З 1996 року був співорганізатором Немирівських пленерів; 1999 року у палаці княгині Марії Щербатової на території санаторію «Авангард» заснував Немирівську картинну галерею.
У 2003 році очолив санаторій «Пуща-Озерна» у Києві, де 2005 року провів Міжнародний живописний пленер. Протягом 2005—2007 років очолював Департамент у справах інвалідів Міністерства праці та соціального захисту України; з 2008 року 1-й заступник начальника медичної служби Південно-Західної залізниці.